# Official Detective
Official Detective ist eine US-amerikanische Anthologie-Serie, welche überregional ausgestrahlt wurde. Der Gastgeber der Sendung war Everett Sloane. Die 40 Episoden der ersten und einzigen Staffel wurden von NTA Film Network zwischen Juli 1957 und März 1958 ausgestrahlt. Die Folgen der Serie sind im UCLA Film and Television Archive archiviert. Sie basiert auf der gleichnamigen Heftreihe, die auch im Radioprogramm übernommen wurde. Gemäß der Zeit wurde die Serie in Schwarz-Weiß und in Mono produziert. Oftmals wird die Serie mit Dragnet verglichen.
Regie führten Lee Sholem (19 Episoden), Paul Guilfoyle (5 Episoden) und Harve Foster (1 Episode). 